# Micrathena jundiai
Micrathena jundiai là một loài nhện trong họ Araneidae.
Loài này thuộc chi Micrathena. Micrathena jundiai được Herbert Walter Levi miêu tả năm 1985.